# Orestes Kindelán
Orestes Kindelán (Palma Soriano, 1º novembre 1964) è un giocatore di baseball cubano.

## Palmarès

### Olimpiadi
- Oro a Barcellona 1992;
- Oro a Atlanta 1996;
- Argento a Sydney 2000.

### Campionato mondiale di baseball
- Oro a Managua 1994;
- Oro a Taipei 2001.